# 约翰·高尔

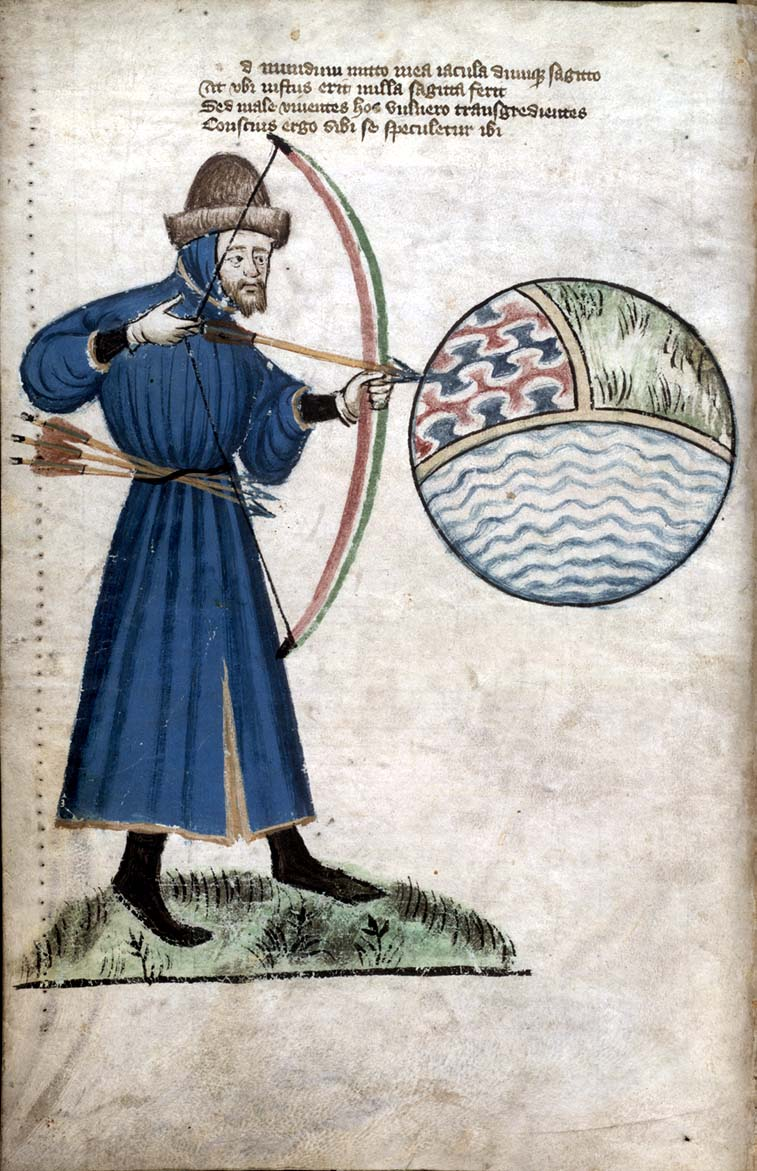
约翰·高尔

约翰·高尔（ 约1330年 - 1408年10月）是一位英国诗人，也是杰弗里·乔叟的朋友。 他曾见过理查二世。后来他转而效忠亨利四世。 1399年，亨利四世給了他一笔养老金。 :1991408年高尔去世后，他被葬於萨瑟克座堂附近的坟墓中。